# 赫倫施泰因山
48°5′46.17″N 16°11′15.16″E / 48.0961583°N 16.1875444°E

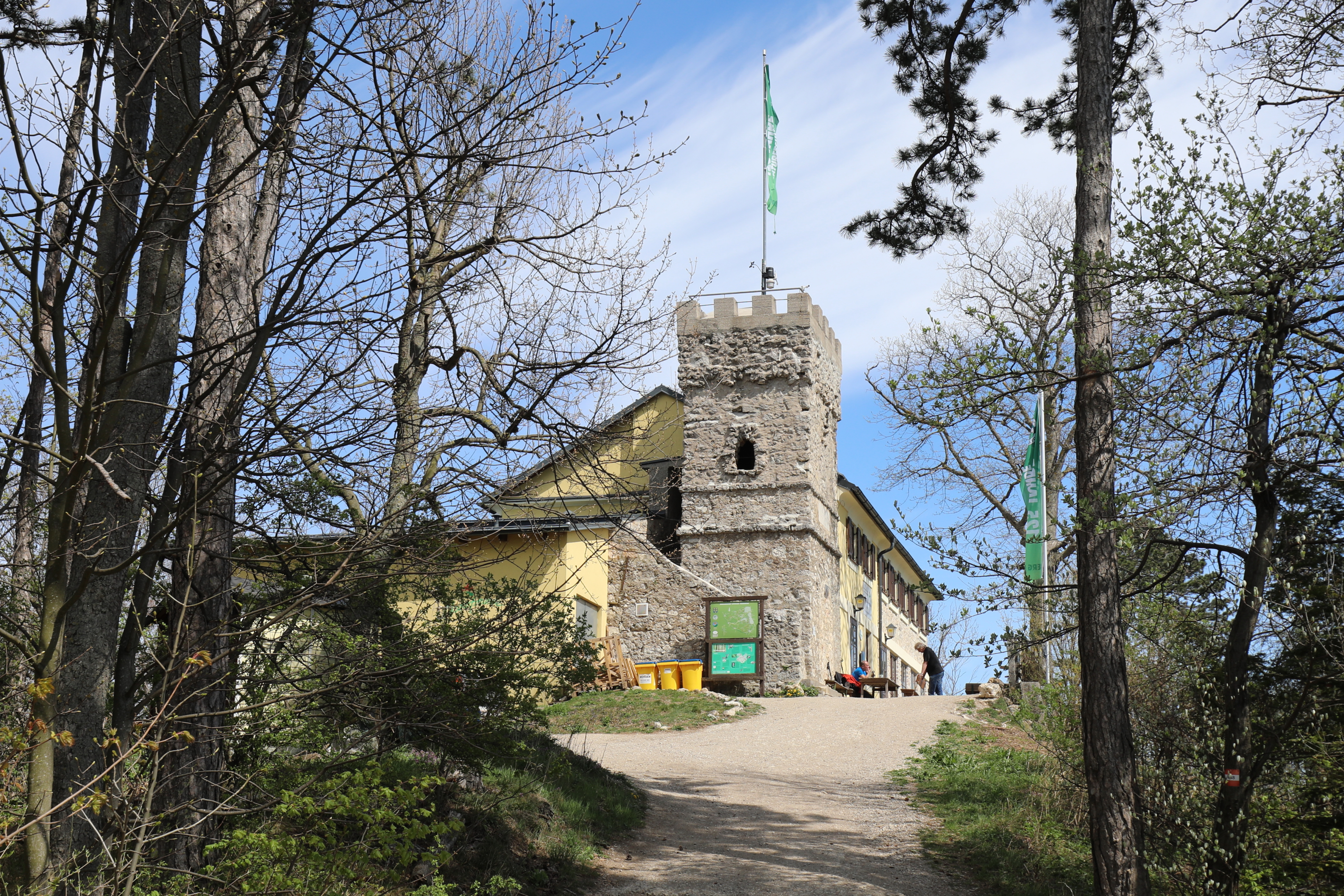

赫倫施泰因山（德語：Höllenstein），是奧地利的山峰，位於該國東北部，由下奧地利州負責管轄，屬於維也納林山的一部分，距離安寧格爾山7公里，海拔高度645米。